# 日本の化粧文化史
日本の化粧文化史（にほん の けしょうぶんかし）では、日本における化粧にまつわる文化史について解説する。なお本記事での「化粧」とは、広義の「顔を中心とした装い」（白粉・口紅などの化粧品を塗る狭義の化粧（メイクアップ）のほか、洗顔・スキンケア・アンチエイジングなどの美容、眉などの毛髪処理、入墨・抜歯などの身体加工）とする。
人類が化粧をするのは、美しくなりたいという本能的な要求のほか、目や肌の保護といった実用的な機能、特定の集団への帰属・身分や階級の表示、年齢や未既婚の表示、宗教・呪術的な目的などが複雑に絡み合っている。そのような意味で、化粧は社会を映す鏡でもある。
日本における化粧は、先史時代に行われていた赤の化粧までさかのぼる。飛鳥時代に大陸文化が伝来するとその影響を受けて化粧も大陸風に様変わりした。平安時代中期になると国風文化とともに化粧も独自の発展を遂げた。この頃に成立した白（白粉）・赤（口紅・頬紅）・黒（お歯黒・眉墨）の三色を基本とした伝統的な化粧は、身分などを区別する社会的機能を負いつつ江戸時代まで継続する。近代には政府による近代化政策の一環として化粧も欧化が推進され、また科学技術の発展と共に近代化粧品が生産されるようになった。とくに庶民においては太平洋戦争後に急激に欧米化が進み、平成時代まで至っている。とくに大きな目を好む美意識には欧米化の影響が強く見られるが、いっぽうでは伝統的な美肌へのこだわりも健在だと指摘されている。

## 先史時代
| 左：左右非対称の施文が施された上黒駒遺跡出土土偶。右：帽子をかぶった男性埴輪（サンフランシスコ・アジア美術館蔵）  |  | 左：左右非対称の施文が施された上黒駒遺跡出土土偶。右：帽子をかぶった男性埴輪（サンフランシスコ・アジア美術館蔵） |
| 左：左右非対称の施文が施された上黒駒遺跡出土土偶。 右：帽子をかぶった男性埴輪（サンフランシスコ・アジア美術館蔵） |  | |

縄文時代の化粧を考察する手がかりとなるのが土偶を始めとした遺物であるが、これらは女性像と考えられているため男性の化粧については明らかではない。大塚和義は、土偶に見られる化粧を5つに分類している。まず縄文中期からみられる、眼を起点にして2条の線刻を頬に表現するもの・頬全体を中心に沈線をほどこすもの・左右非対称の沈線がほどこされるものの3つは、入墨である可能性が高いとしている。次いで縄文後期以降には、眼の縁・口辺部・額・顎などに赤色塗料を塗ったものが現れる。最後に縄文時代晩期に2条の沈線を口辺部を中心に頬や額に施文するもので、この化粧は弥生時代へと引き継がれるとしている。
赤は太陽は血液を連想させることから、呪術的な意味を持つ神聖な色であったと考えられ、これを顔や身体に塗ることには魔除けの意味があったと考えられる。赤の化粧は古墳時代まで継承されてゆく。
弥生時代の化粧については『魏志倭人伝』に記される「男子は大小となく、皆黥面（顔に入墨）文身（体に入墨）する」「朱丹（しゆ）をもって身体に塗る、中国の粉を用うるがごときなり」や「黒歯国あり」の記述がある。鯨面は魔除けなどの宗教儀礼、あるいは所属する集団を表示する機能を持っていたと考えられる。鉄漿（かね。いわゆるお歯黒）の起源は解らないが、南方系の文化の伝来、インド発祥が中国・朝鮮半島を経由して伝来、日本発祥などの説がある。
古墳時代では目のまわりや頬に赤い彩色を施す人物埴輪が男女とも確認されている。この赤色顔料は水銀朱やベンガラ（酸化鉄）である。いっぽうでヤマト王権の支配地域を中心に入墨の風習は廃れていった。『日本書紀』では、熊襲や土蜘蛛など中央政権にまつろわぬ集団が入墨を施すことを異習と見なしている。
また、先史時代に特徴的な風習に抜歯がある。日本の抜歯風習は、縄文時代中期に始まり古墳時代まで継続するが、その理由は時代により変遷すると考えられている。春成秀爾は、縄文時代の抜歯は成婚の際に行われ、抜く歯の位置により出身地を表示する意味があったとしている。また弥生時代には上顎側切歯を抜歯する大陸風抜歯が流入し、渡来系と縄文系を区別する標識となったとする。

## 飛鳥時代から奈良時代

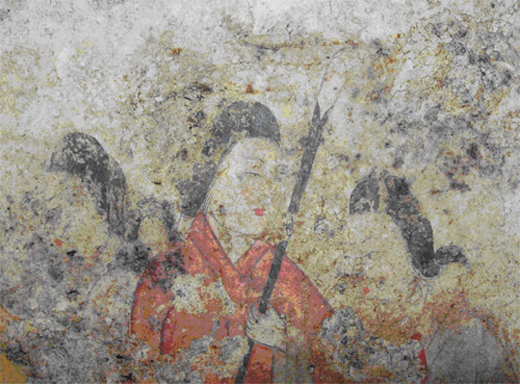
高松塚古墳西壁女子群像

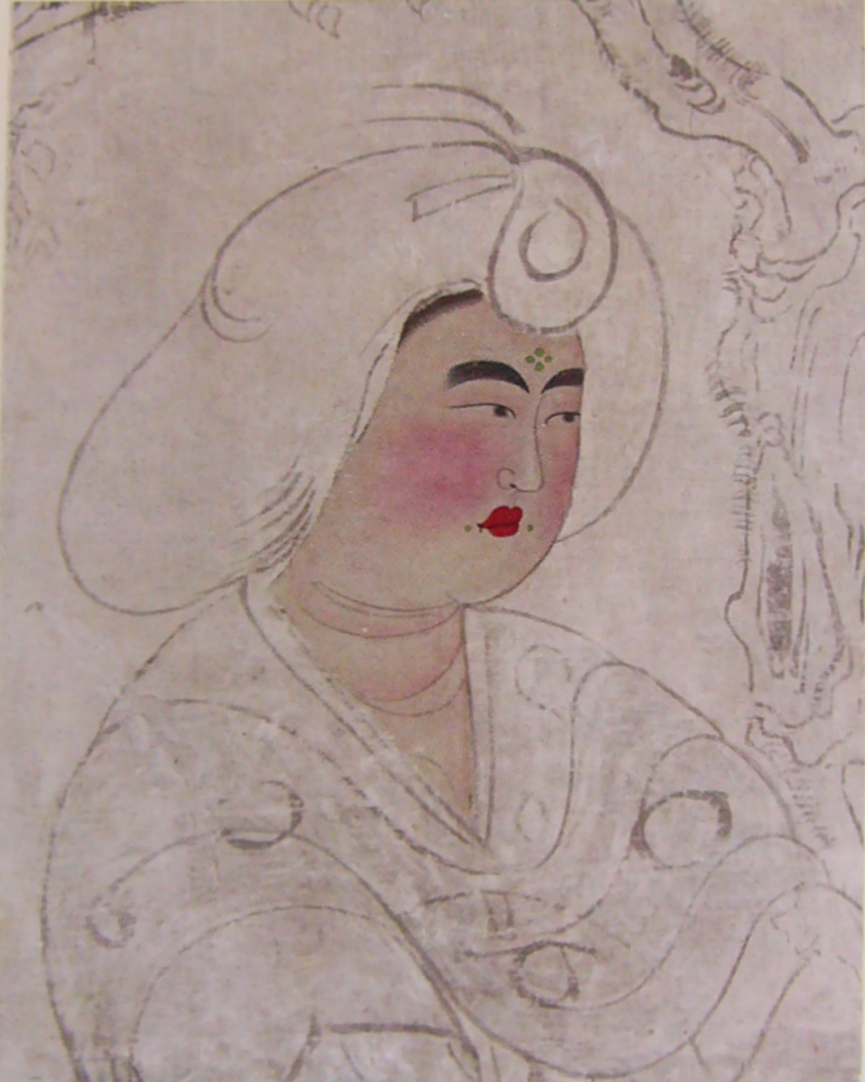
鳥毛立女屏風

大陸の化粧文化は、遣隋使によって日本にもたらされたと考えられている。大陸の化粧をすることができるのは女官など一部の女性だけであったと考えられ、身分を表示するステータスシンボルであったと考えられる。
白粉に関する最初の文献資料は『日本書紀』持統6年（692年）に渡来僧の観成が初めて鉛粉（えんぷん）を作って持統天皇に献上したとする記述であるが、これ以前には貝殻の粉や米の粉を原料にしていたと考えられる。それゆえ付きや伸びの優れた鉛白粉（なまりおしろい）はとても喜ばれたと記録されている。
この頃の化粧を示すものに、高松塚古墳壁画に描かれる女子群像があるが、それによれば細い眉に口紅を付けている。また、東壁に描かれる男性像も口が赤く塗られている事から、男性も口紅を付けていた可能性がある。なおエジプト原産のベニバナが日本に伝来したのは3世紀頃と考えられている。
奈良時代は遣唐使により唐風文化が流入した時期で、化粧にもその影響が色濃く窺える。正倉院宝物の『鳥毛立女屏風』は日本で描かれたものだが、描かれる女性の唇と頬は赤く染められ、弓なりに整えた眉に、額には花鈿（かでん）・唇の両端にはえくぼ状の靨鈿（ようでん）と呼ばれるポイントメイクを施している。こうした特徴は、唐代の墳墓に描かれる絵画と同じである。眉の形状については『万葉集』にも「三日月の眉根」「柳の眉し」などの表現が見られ、薬師寺『吉祥天像』に見るような長く弧を描いた形が好まれていたと考えられている。

## 国風文化から中世

### 平安時代の女性

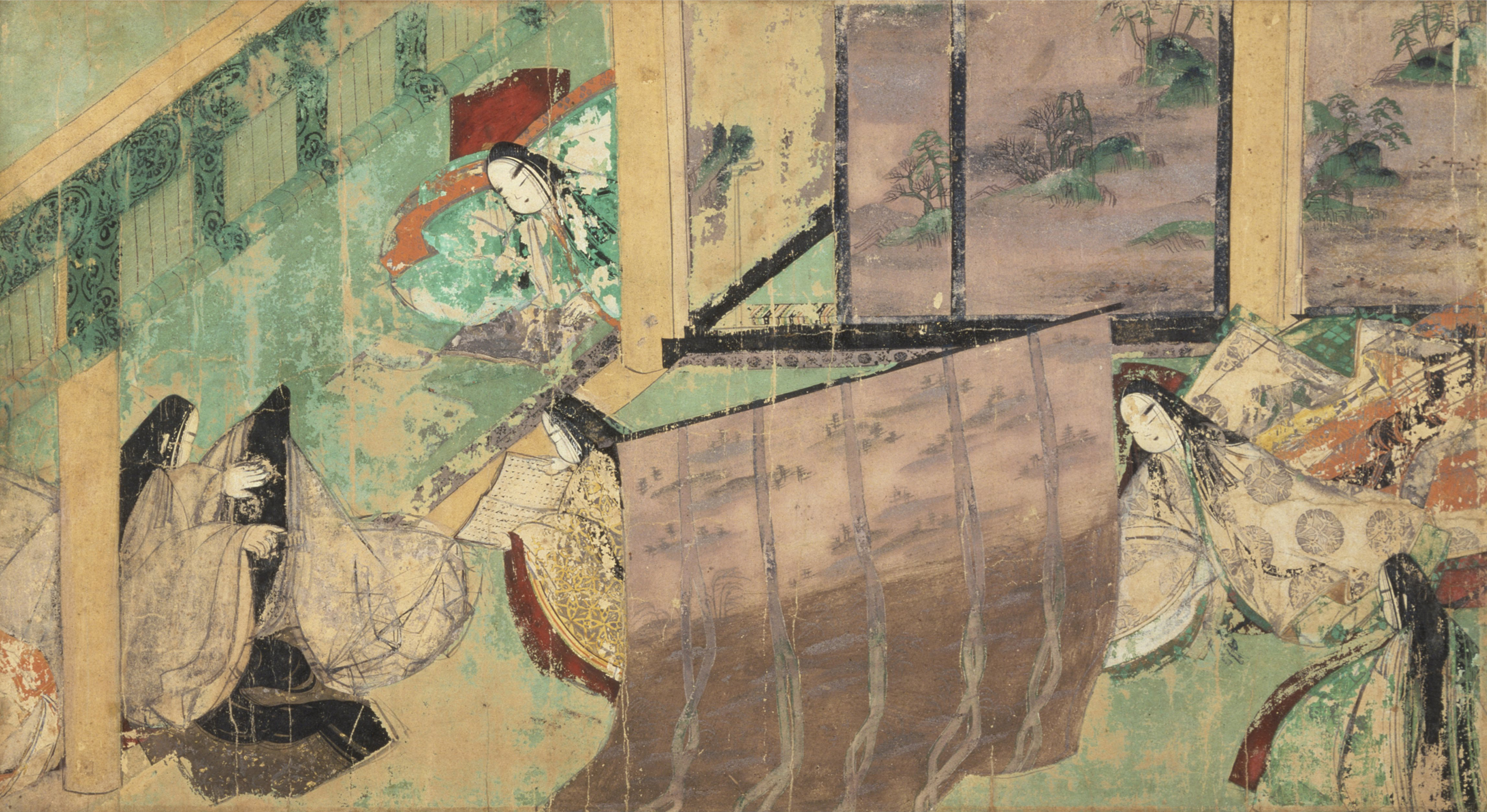
『源氏物語絵巻』東屋

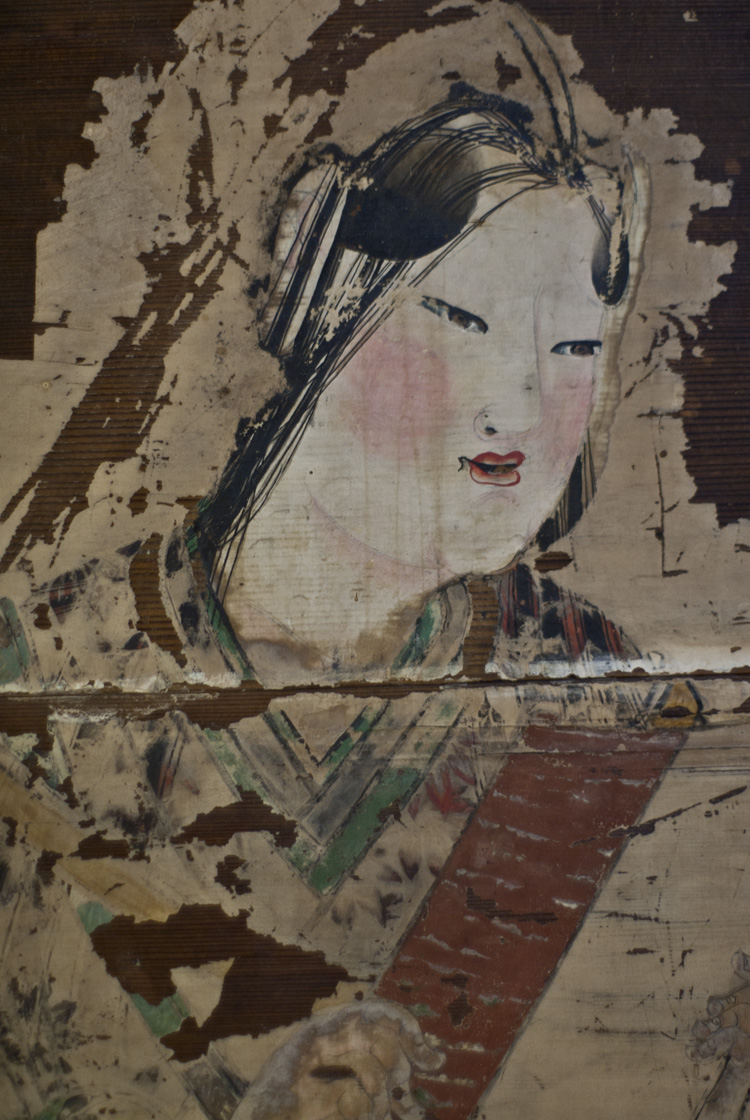
八重垣神社板絵著色神像

平安時代中期になると、唐文化は日本的な文化へと転換されていった。化粧は依然として貴重品であり、これを用いるのは貴族階級に限られる。昼でも薄暗い寝殿造で、人とは御簾越しに面会するという生活スタイルは、女性の化粧にも影響を与えたと考えられる。また『堤中納言物語』では、眉毛を抜かずお歯黒もしない虫めづる姫君を変り者扱いしており、年頃（10歳前後）になった女性が化粧をしないことを非常識と認識していた。
具体的な化粧としては、とくに美しさの象徴とされていたのが『源氏物語』の描写にも「白う美くしう」「御色はいと白く、光るやうにて」などと形容される、肌の白さであった。このような価値観は、白い肌が労働をしない高貴な身分の象徴であったためだと考えられている。また洗顔に用いられたと推測されている『延喜式』に記される澡豆（そうず）や皂莢（さいかち）、スキンケアに用いられたと推測されている『江家次第』に記される面脂（めんし）、現在の美肌サプリメントに相当するような内服薬が『医心方』巻四に記されるなど、美肌に対する関心の高さを窺うことが出来る。このような肌に対する美意識は現代まで連綿と続き、西洋とは異なる日本の化粧文化の特徴となっている。
また黒の化粧では、紫の君は源氏の指示によって毛抜きで眉を抜き眉墨で新たに眉を引いてお歯黒をすると記されている『源氏物語絵巻』などに描かれる女性は眉は太く直線的な形が特徴で、奈良時代までの唐風とは異なっている。また眉は本来の位置よりも上に描かれた。その理由については「眉に感情が現れないように」や「ふくよかで平面的な印象をつくるため」などの理由が推測されている。
いっぽうで平安中期では紅についての表現が少ない。『倭名類聚抄』ではお歯黒・眉墨・白粉は記載されるが、口紅についての記述はない。また『源氏物語』では田舎者で教養の無い女性として描かれる近江の君が「紅といふもの、いと赤らかにかいつけて」と形容されており、紅を濃くつけるのは品位に欠ける化粧だとされていたと考えられる。しかし時代が降ると美意識が変化したようで、『久安四年記』（1148年成立）には「女房の紅つくる様は面さきは赤く、囲りはにほいざまに淡く色をつく」などと説明しつつ「今と昔では化粧が違う」と記されており、平安後期には頬紅を付けるようになったと考えられる。
赤・白・黒の三色を基本とする伝統的な化粧はこの頃に成立し、江戸時代までつづけられた。

### 中世の女性

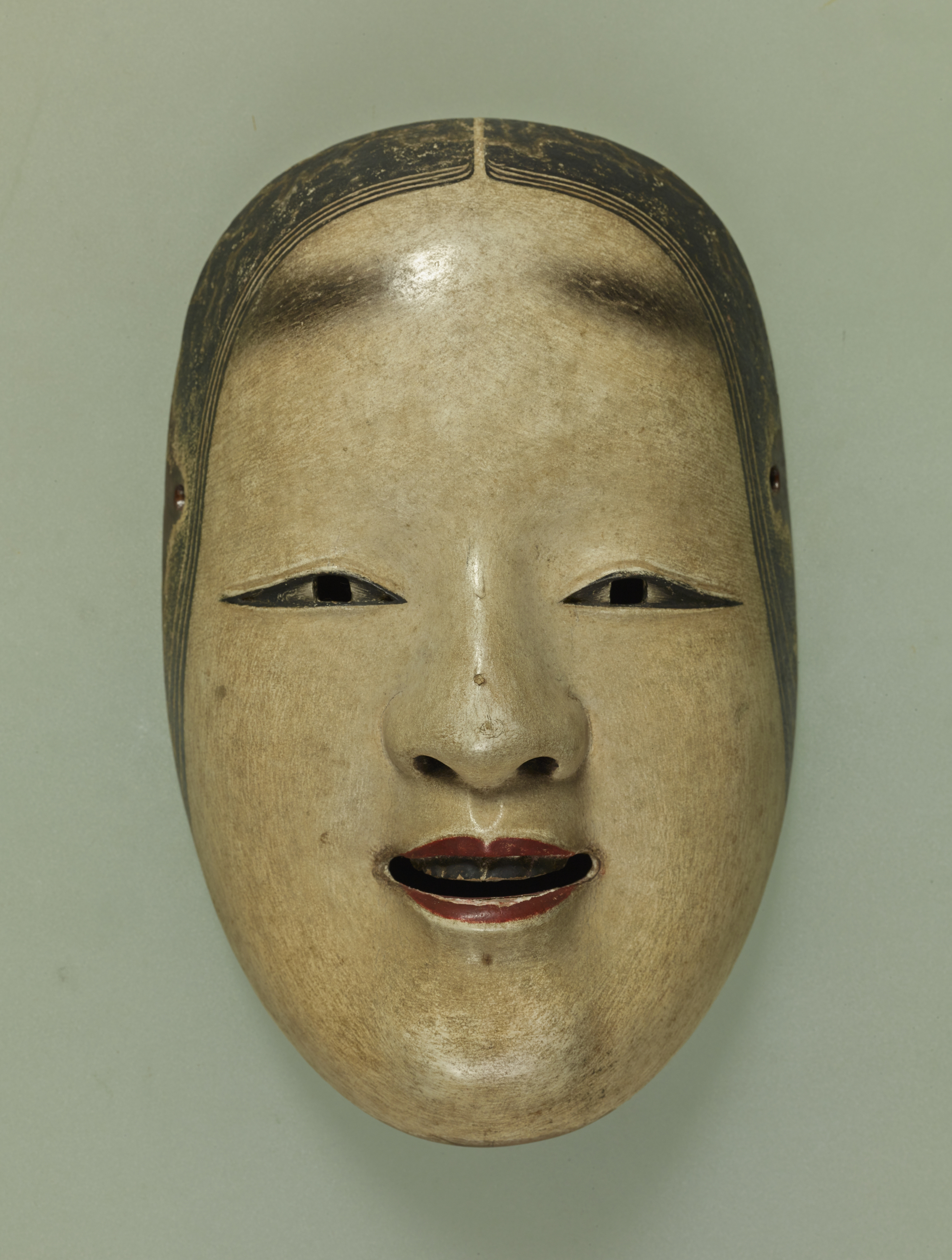
能面・小面
16世紀・東京国立博物館蔵

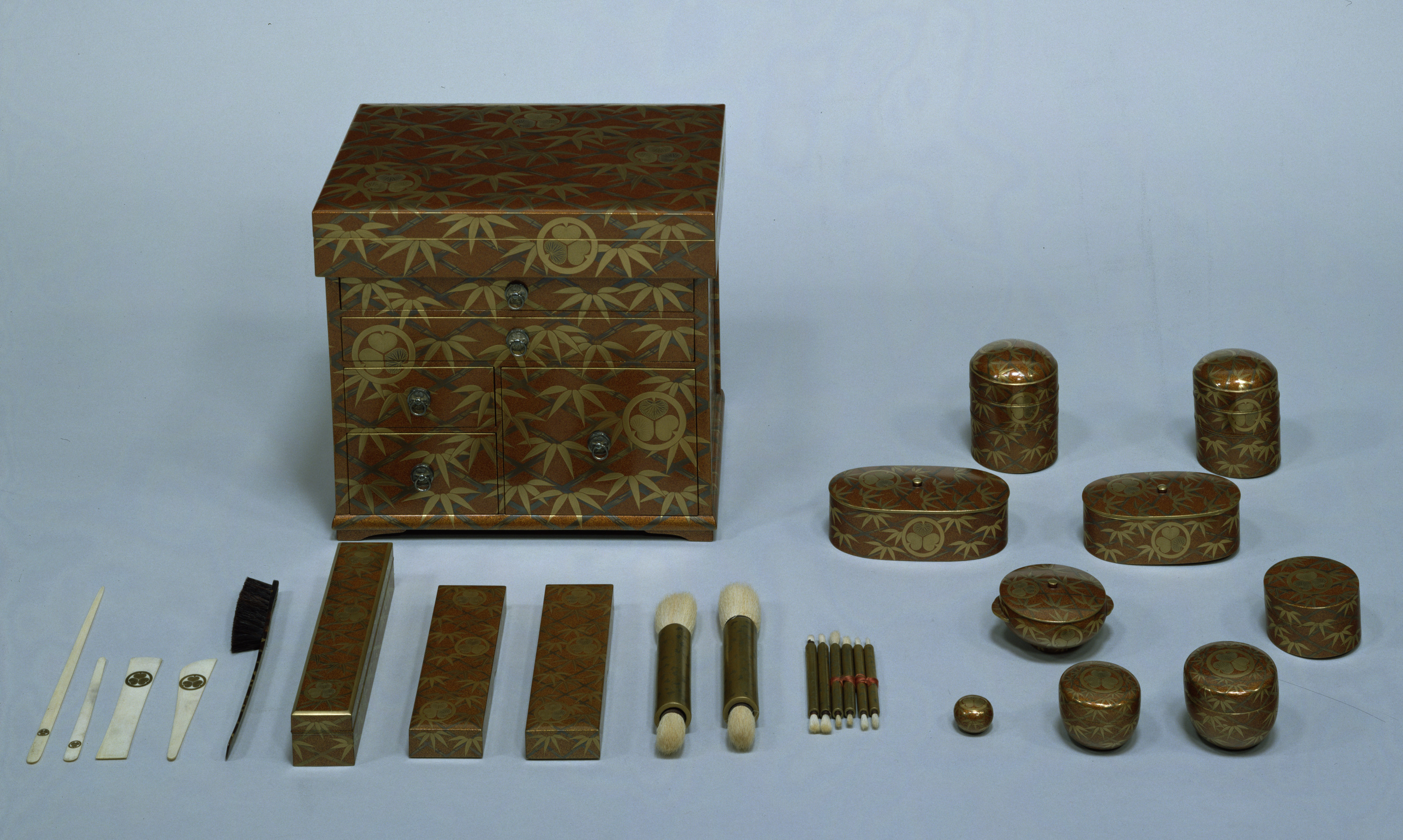
江戸時代の嫁入り道具
竹菱葵紋散蒔絵化粧道具

中世には化粧は礼法として形式化されていった。礼法としての化粧は公家から始まった。『建内記』には、万里小路時房が娘の成人儀式の際にお歯黒を3筆付け、母親が眉を抜いたと記されている。
礼法としての化粧は幕府の奥女中にも取り入れられた。室町時代中期の礼法を記す『大上臈御名之事』によると、お歯黒は9歳、15,6歳から眉を作るとされる。この頃の化粧を良く残すと考えられているのが、能面の小面や孫次郎である。白粉を塗った白い肌と赤い紅をさした唇、歯にお歯黒を付ける。眉は自毛を抜いたうえで、平安時代よりもさらに高い位置でほぼ額の生え際により太い眉を描くようになった。
なお日本の伝統的化粧では、目は小さく細い方が良いとされていた。ルイス・フロイスは、西洋の大きな目を美しいとする美意識との違いに驚き「日本人は涙の出る部分が閉ざされているのを美しいとする」と記録している。
このような化粧は、支配者階層以外にも少しずつ浸透していったと考えられている。『七十一番職人歌合』では、紅（紅粉解）や白粉（白物売）を売る姿が描かれており、庶民もハレの日には化粧をするようになっていったと推測されている。
また、この頃の武家から定着していった嫁入り婚では、嫁入り道具として化粧道具を持参するようになった。現存最古の化粧道具は、三嶋大社に北条政子が奉納したと伝わる梅蒔絵手箱で、中には鏡・鏡箱・白粉箱・歯黒箱・薫物箱・螺鈿櫛・銀軸紅筆・銀挟などが収納されている。嫁入り道具としての化粧道具は、江戸時代まで継続した。

### 男性の化粧
『枕草子』に髭を整えていない男性は見苦しいと記されているように、男性は髭を優雅に整えていた。
平安後期になると、男性も化粧をするようになる。江戸後期に成立した『貞丈雑記』には、鳥羽院のころに源有仁が女性を真似て始めたと記されており、男色と関連付ける説がある。公家では男性の化粧が明治初期まで継続した。
平安末期には武家も化粧をするようになったようで、『平家物語』では平敦盛は薄化粧にお歯黒をした姿で描かれる。また平忠度は源氏がしていないお歯黒をしていたために討取られたと記されている。
室町時代には男性の化粧は通過儀礼となり、公家や武士は元服の前にお歯黒をつけ眉毛を抜いて眉墨で眉を作る儀式を行った。『春日権現験記絵』などの中世絵巻物では、白い肌に太く楕円形な眉を持つ男性貴人が、庶民と区別されて描かれており、身分を表示する意味合いに変わっていったと考えられる。とくに武士の化粧は、髭をもつことが豪気・勇敢な姿とされ習慣化していく。化粧をすることは権力者にあっては『蜷川親元日記』の第9代将軍足利義尚や『太閤記』の関白豊臣秀吉の例にみられるように、自らの権威を誇示する役割があったと考えられ、いっぽうで家臣にとっては『日新菩薩記』や『北条五代記』にあるように欠かすことができない身だしなみ、もしくは忠義の証とされた。また戦国時代の武士の化粧は、討取られた首が見苦しくないようにとする説もある。

## 江戸時代

### 上流階級の化粧

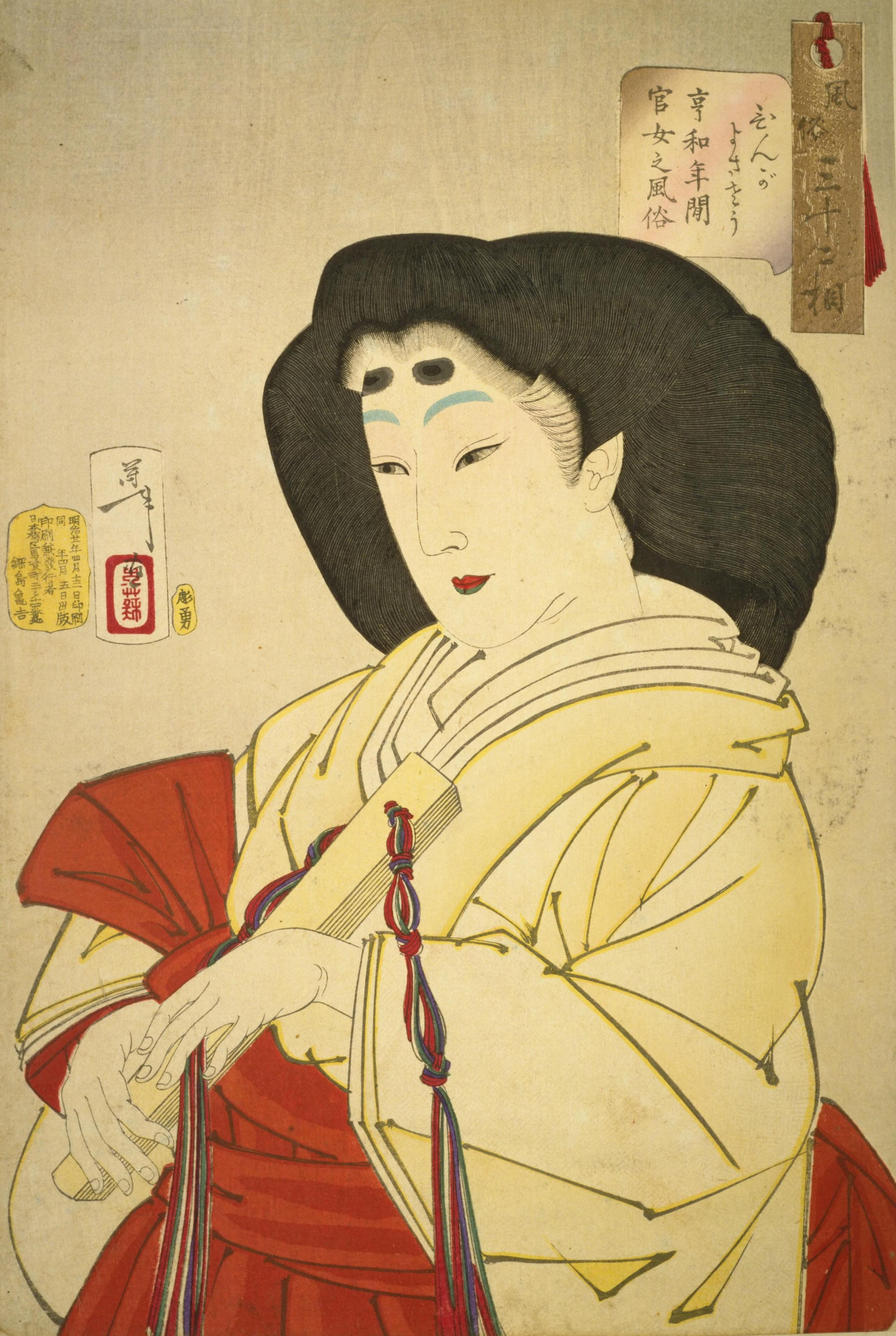
芳年『風俗三十二相　ひんがよささう　享和年間官女之風俗』

江戸時代になると儒教、とくに朱子学が官学となり、武家の化粧文化にも影響を及ぼした。上流階級の女性の化粧は礼法書に体系化されて大名家ごとに流派が生まれた。なかでも眉化粧は重視され、身分階級などを表示する役割を負った。そのためある年齢になると、女性は眉をそり落として決められた形の眉を決められた場所に描いた。また武家女性の化粧は濃くなっていく傾向があったが、これは女性が表情を出さない事が美徳とされていた為と考えられる。しかし享保の改革など度々の倹約令で薄化粧が奨励される事もあった。例外が江戸城の大奥で、天保の改革でも出費の削減に強く抵抗した記録があり、幕末まで濃い化粧が続けられた。
男性は公家や歌舞伎役者など一部を除くと化粧をしなくなる。武士が化粧をしなくなる理由については定かではないが、戦乱が終わり合戦の身だしなみとしての化粧をしなくなったとする説や、朱子学の影響で倹約を美徳とするようになったことが関係したと考えられている。また武士は髭も剃るようになるが、その理由について『落穂集』は土井利勝が似ていると言われた徳川家康に配慮して髭を落としたことが始まりと記している。
いっぽうで公家は男女とも、明治時代まで白粉・お歯黒・置き眉などの化粧を続けていった。

### 町人への波及

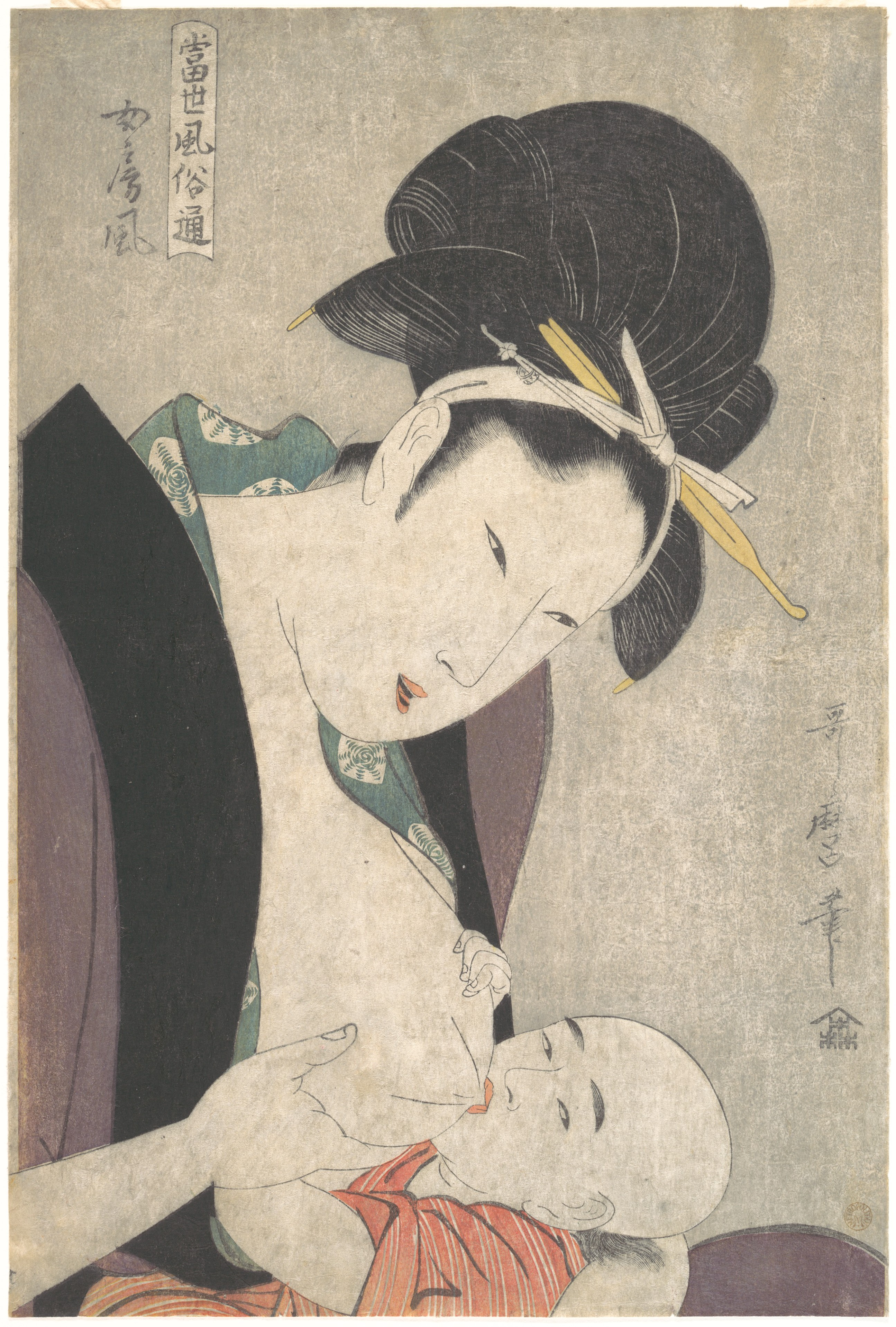
喜多川歌麿『当世風俗通 女房風』
授乳する女性はお歯黒に眉をそり落としている。

庶民もまた衣食住が身分相応であることを求められたが、17世紀末から18世紀初頭にかけて上方で元禄文化が興って町人女性も化粧をするようになった。文政期には江戸でも町人が化粧をするようになり、やがて化粧は女性が学ぶべき知識や礼儀作法に位置づけられていった。
『女鏡秘伝書』（慶安3年・1650年）や『女重宝記』（元禄5年・1692年）など、江戸前期に成立した女性向けの教養書では、言葉遣いや衣服の選び方などと共に白粉・紅・眉・際化粧・お歯黒などの化粧方法が記されている。こうした資料によると、当時の化粧は1日も欠かすことができない女性の身だしなみとされる一方で、厚化粧は戒められていた。ただし地域差もあったようで、『守貞謾稿』には上方の化粧は江戸よりも濃いなどと書かれている。
やがて黒の化粧は、社会的属性を表示する役割を持つようになった。江戸中期には結婚や出産などの通過儀礼と結びつき、歯が白いのは未婚、お歯黒をしていれば既婚、眉を剃っていれば子持ちなどの化粧が慣習となった。また庶民は眉を剃っても眉墨で描かず、身分差を表示する意味もあった。眉を剃ると老け顔になるため、懐妊した女性の心境は複雑であったようである。
しかし江戸後期になると女性が化粧をする目的は、身だしなみを建前にしつつ美しさへの希求へと変化する。江戸時代を代表する美容書として長く出版された教養書『都風俗化粧伝』（文化10年・1813年）では、「たちまち美人になる」などのフレーズと共に、顔だちの欠点をカバーする化粧や流行の化粧、美白スキンケアまで幅広く記載されている。

### 江戸時代の化粧

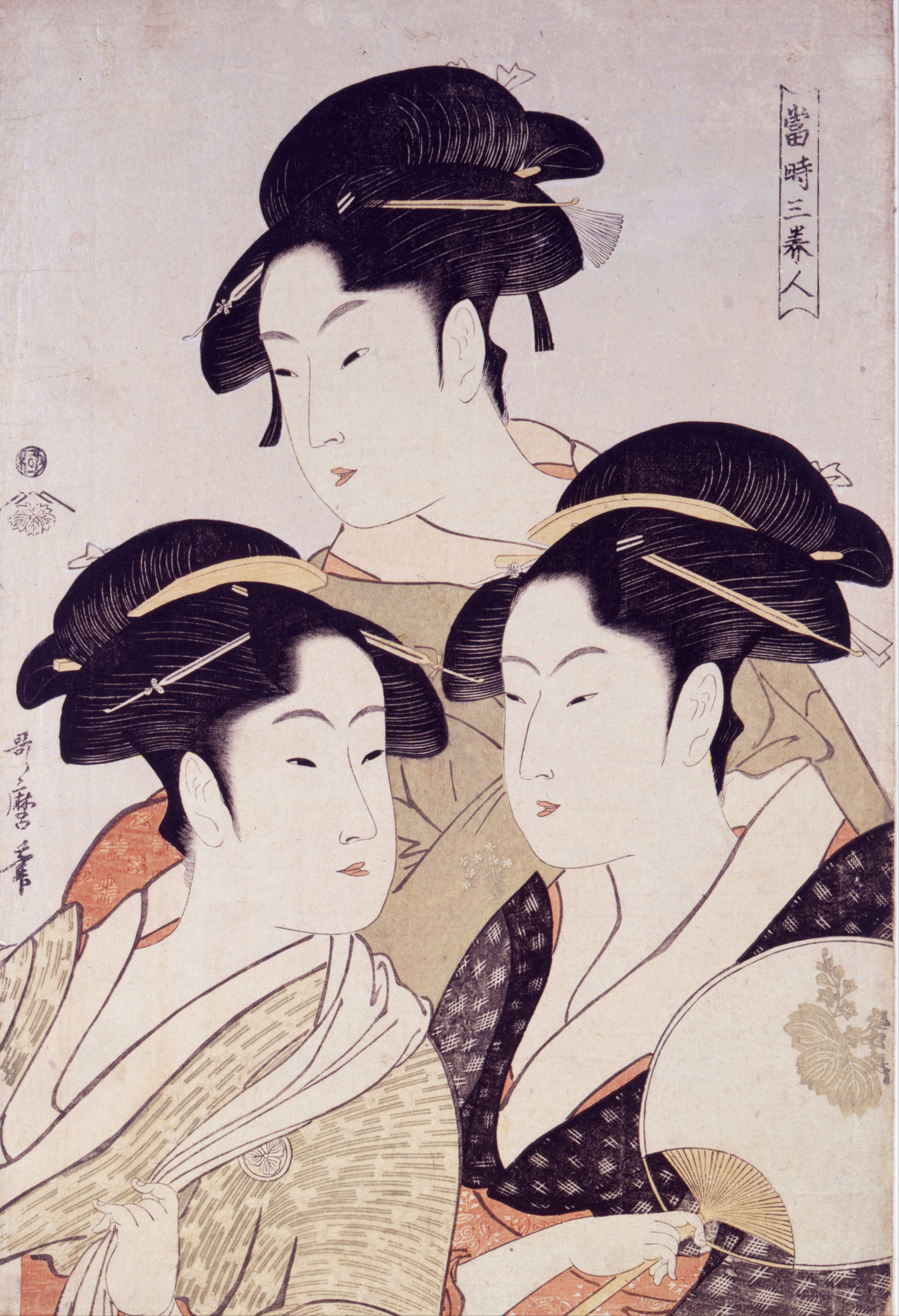
喜多川歌麿『寛政三美人』

江戸時代でも白・赤・黒を基調とした伝統的化粧だが、やはり白い肌へのこだわりが窺える。『都風俗化粧伝』で最初に記載されているのが美白スキンケアに相当する記述で、漢方薬や顔料を混ぜて作る複雑なものから庶民でも手に入る材料で作るものまで様々なスキンケア用品や洗顔料の処方のほか、ニキビ・疱瘡・あばた・たむしなどの肌トラブルに対する薬の処方から、洗顔方法まで収録されている。白粉は化粧水や鬢付け油を付けた上に、水で溶いた白粉を伸ばした。白粉を塗るのは顔だけに限らず、デコルテから耳やその後ろにまで及んだ。
江戸時代の美しさの条件は鼻筋の通る「中高の顔」とされ、『都風俗化粧伝』では白粉の濃淡によってハイライト効果を狙う化粧も紹介されている。また小さい目を美しいとする美意識も健在で、『都風俗化粧伝』にも様々な修整化粧が紹介されているほか、スウェーデン人のツュンベリーは『江戸参府随行記』に大衆がヨーロッパ人の大きな目を見て驚き「オランダ大目」と叫んだと記している。
お歯黒は貞女のあかしとされ、厚化粧が非難される時代であってもムラなく濃くつけるのが良いとされていた。江戸中期には原則として結婚に前後してお歯黒を染めることが多くなるが、例外や地域差も多い。遊女や芸者もお歯黒をするが、江戸では吉原の遊女だけがお歯黒をして、芸者や岡場所の遊女は染めなかった。しかし、上方ではあらゆる遊女・芸者がお歯黒をした。また、一般の未婚女性でも婚期を逃すと世間体のためにお歯黒をした。
江戸時代でも独特な化粧が流行したのが文化・文政期である。この頃に遊女が始めたといわれる化粧が「笹色紅」である。笹色紅は高価な紅を下唇に濃く重ね塗り、緑色の光沢をだす贅沢な化粧で、大奥でも流行し庶民の女性も墨や油煙を下塗りするなどして真似た。しかし、天保の改革による奢侈禁止令の影響で廃れてしまい、大奥以外では紅は再び薄くつけるようになった。

### 化粧品産業のはじまり

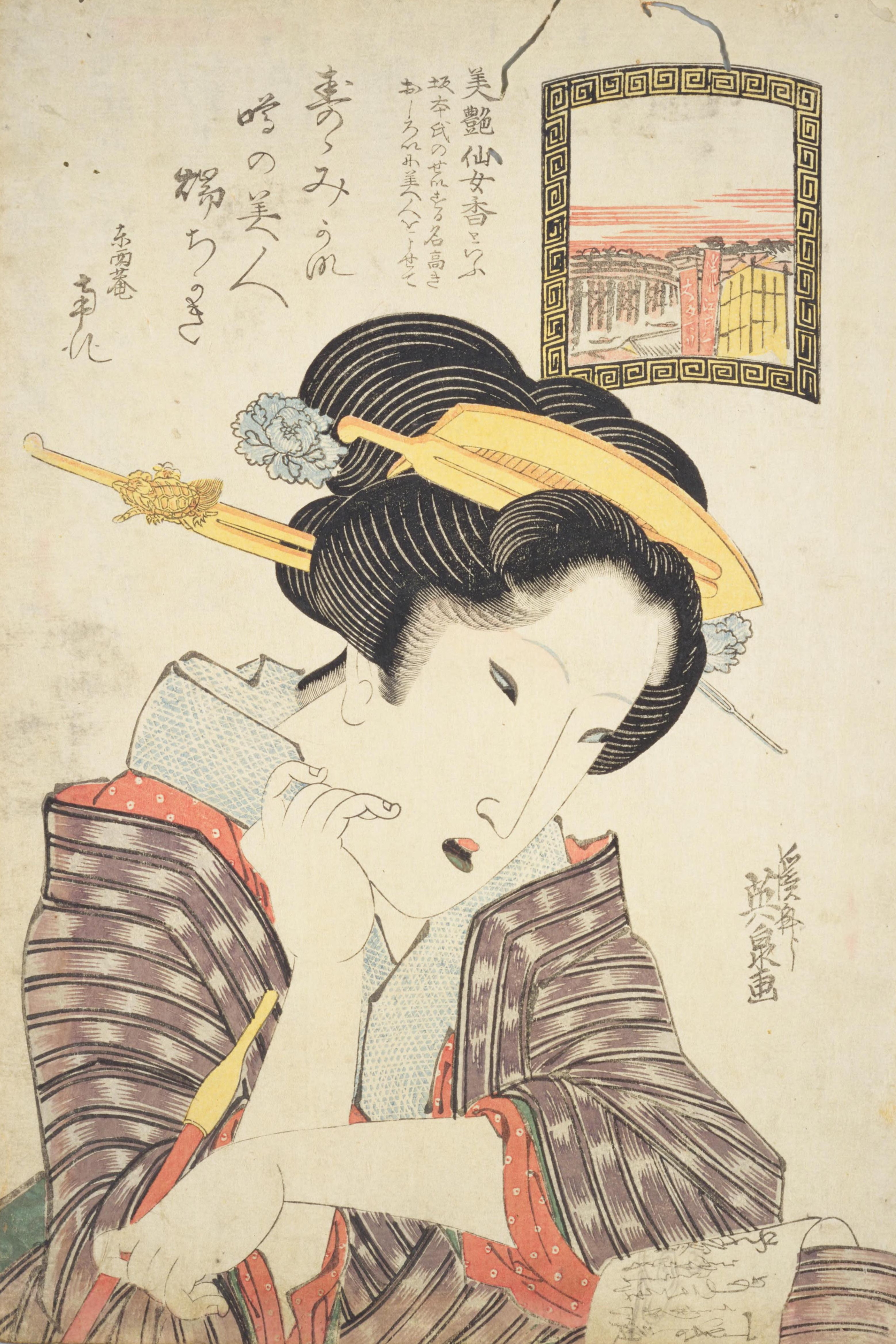
渓斎英泉『美艶仙女香』
左上に美艶仙女香の宣伝、右上に白粉包みを描く。また下唇が緑に描かれるのは笹色紅である。

元禄期になると、様々な化粧品が安定して市場に供給されるようになり、庶民の手に届くようになった。元禄期の化粧文化は上方で発達したと考えられるが、文政期には江戸でも化粧産業が発達していった。化粧品店の競争が激しくなる江戸後期には、さまざまな工夫で宣伝が行われるようになった。とくに流行の発信地となったのが歌舞伎や遊廓である。『女重宝記』には、中流以下の女性は歌舞伎の女形から流行を学んだと記されており、化粧も例外ではなかった。化粧は観劇のほか役者絵や版本などが情報源となったほか、歌舞伎役者が副業として化粧品店を経営することも珍しくなかった。『役者全書』（安永3年・1774年）には九代目市村羽左衛門・五代目市川團十郎・初代尾上菊五郎など当時現役の役者が経営する油見世だけで13軒が記されている。
様々な広告戦略を展開したのが、「美艶仙女香（びえんせんじょこう）」を販売した坂本屋である。坂本屋は絵師や戯作者に依頼して、美艶仙女香の名前などを錦絵や読み物に登場させ、さらには歌舞伎役者の台詞で商品名を言わせることもあった。
なお江戸時代から2010年代現在まで続いている老舗化粧品店には、柳家と伊勢半がある。

## 近代

### 明治の近代化と化粧
| 左：明治40年に行われた美人コンテストで優勝した末弘ヒロ子。右：明治末の人気芸妓萬龍。さまざまな化粧品のモデルを務めた。  |  | 左：明治40年に行われた美人コンテストで優勝した末弘ヒロ子。右：明治末の人気芸妓萬龍。さまざまな化粧品のモデルを務めた。 |
| 左：明治40年に行われた美人コンテストで優勝した末弘ヒロ子。 右：明治末の人気芸妓萬龍。さまざまな化粧品のモデルを務めた。 |  | |

明治時代になると、政府は近代化を推進するなかで化粧を含む風俗の西洋化を推し進めた。その理由は、来日した外国人の目に日本で独自に発展した化粧文化は非文明的に映っていたからである。イギリス外交官のラザフォード・オールコックは「日本の女性は、あらゆる女性の中でも人工的な醜さの点で抜きんでている」と記している。
明治政府は、まず男性を対象に伝統的な化粧を止めさせた。慶応4年（1868年）に、公家の男性にお歯黒と置き眉をしなくてよいという主旨の布告を発した。しかしこの布告には従わないものが多かったようで、明治3年（1870年）にはこれから元服する華族に対してお歯黒と置き眉の禁止令を発布した。1873年には、宮内省が皇太后や皇后が黛や鉄漿を止めたと発表し、これを受けた華族の女性も伝統的な化粧を止めたと言われている。
以上のように、化粧の西洋化は外国人と出会う機会が多く、洋服を着る機会がある上流階級を中心に始められた。いっぽうで明治4年（1871年）ごろには、民間の女性にも伝統的な化粧を止めさせようという声が福澤諭吉を始めとしてあがったが、政令の発布などには至らなかった。特に地方ではお歯黒の風習が根強く、1893年（明治26年）に和歌山市で行われた調査では既婚女性のおよそ70%がお歯黒をしていた。こうした需要に答えるように、大阪益田第一堂の「ぬれからす」を始めとして、水に溶かすだけで黒く染まるインスタントお歯黒が開発され昭和初期まで発売されていた。また眉ぞりも地方で根強く続けられた。『化粧かゞみ』（1907年・明治40年）には、都市の下層女性や地方ではお歯黒や眉ぞりが多数であると記されている。なお、ベストセラーとなった江戸時代の教養書『都風俗化粧伝』は、大正時代まで発刊され続けている。
伝統的な化粧を止めた女性であっても眉墨を用いる眉化粧は続いた。明治30年代に入って鉛筆を使った眉描きが行われるようになり、若い女性の間では太眉が流行した。この頃、日本初の美人コンテストで優勝した末弘ヒロ子や美人絵葉書のモデルとなった芸者には、ぽっちゃりとした顔だちに太眉で、ぱっちりとした二重まぶたが多く、近代的な美意識への変化を窺うことができる。
近代化粧の普及を促進したのが活字メディアである。特に1900年代から出版されはじめた女性誌では、さまざまな美容関連の記事が掲載された。当時の化粧は、依然として建前として他者の目を意識した身だしなみであったが、女性誌の記事からは化粧を楽しむ女性が多いことがうかがえる。明治初期から次々と創刊された日刊新聞にも多くの化粧品広告が掲載された。『日本広告発達史』によると、明治末には化粧品広告の出稿量は売薬につぐ2位になっていた。またポスターなどの広告でモデルとなったのは、江戸時代から続く歌舞伎役者に加えて人気芸妓が加わった。

### 近代化粧品の普及

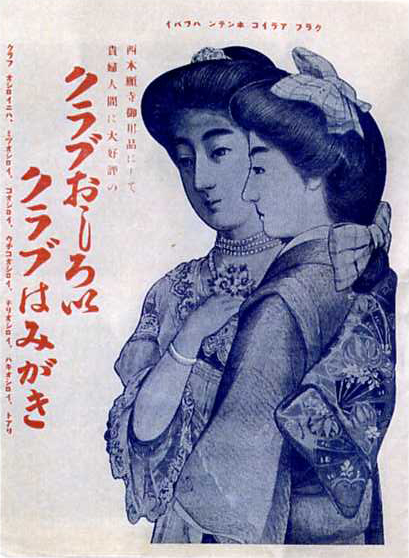
中山太陽堂の広告（1910年）

化粧の西洋化に伴い、西洋医学や薬学を基に開発された西洋化粧品の国産化も始まった。スキンケア用品として化粧水やクリームが発売されたほか、コレラや天然痘が流行すると石鹸が広く普及し、大正時代までに洗顔料として定着した。『平尾賛平商店五十年史』によれば、明治時代の4大化粧品メーカーは美園白粉の伊藤胡蝶園・獅子印ライオン歯磨の小林富次郎商店（現・ライオン）・クリームレートの平尾賛平商店・洗粉のクラブの中山太陽堂（現・クラブコスメチックス）であった。また資生堂薬局（現・資生堂）や長瀬商店（現・花王）の創業もこの頃である。
近代化粧品が普及するなかでも根強く使用された伝統化粧品が紅と鉛白粉である。とくに鉛白粉の有毒性は一般に認知されていなかったため、1878年（明治11年）に無鉛白粉が発売されても普及しなかった。一般庶民が鉛の有毒性を認知するのは、1887年（明治20年）の歌舞伎役者成駒屋四代目中村福助の鉛中毒事件である。この事件をきっかけとして1900年には化粧品や飲食物などに鉛を利用することが禁止されたが、白粉だけは例外扱いとされ継続利用された。その理由は無鉛白粉の生産量が需要を満たせなかった為だとされており、完全な鉛白粉の禁止は1935年（昭和10年）を待つことになった。また1907年（明治40年）ごろから地肌の色に近い「肉色白粉」が普及し始めた。きっかけになったのは欧米興行を行った女優川上貞奴が色付き白粉を用いる欧風化粧を雑誌などで紹介した事だとされており、洋服を着る上流階級の女性や電灯の下で働く芸者に好まれた。なお頬紅を付けるようになるのも明治末からである。
また、芝山兼太郎や遠藤波津子が「美顔術（現在のフェイシャルエステ）」を始めたのは明治末とされている。当時の施術は「皮膚の清潔・血行促進・筋肉の活動」などを目的とし、温タオルで温めた顔にクリームを塗り吸引カップで汚れを吸い取り、そのあと石鹸で洗顔してふき取った後でクリームをつけてマッサージをするというものであった。美顔術を行う理容室は庶民には高額であったが、政財界の夫人・令嬢、役者・芸妓などに利用されていたようで、1909年（明治42年）の『東京朝日新聞』は理容室の繁盛ぶりを記している。

### 大正から昭和初期

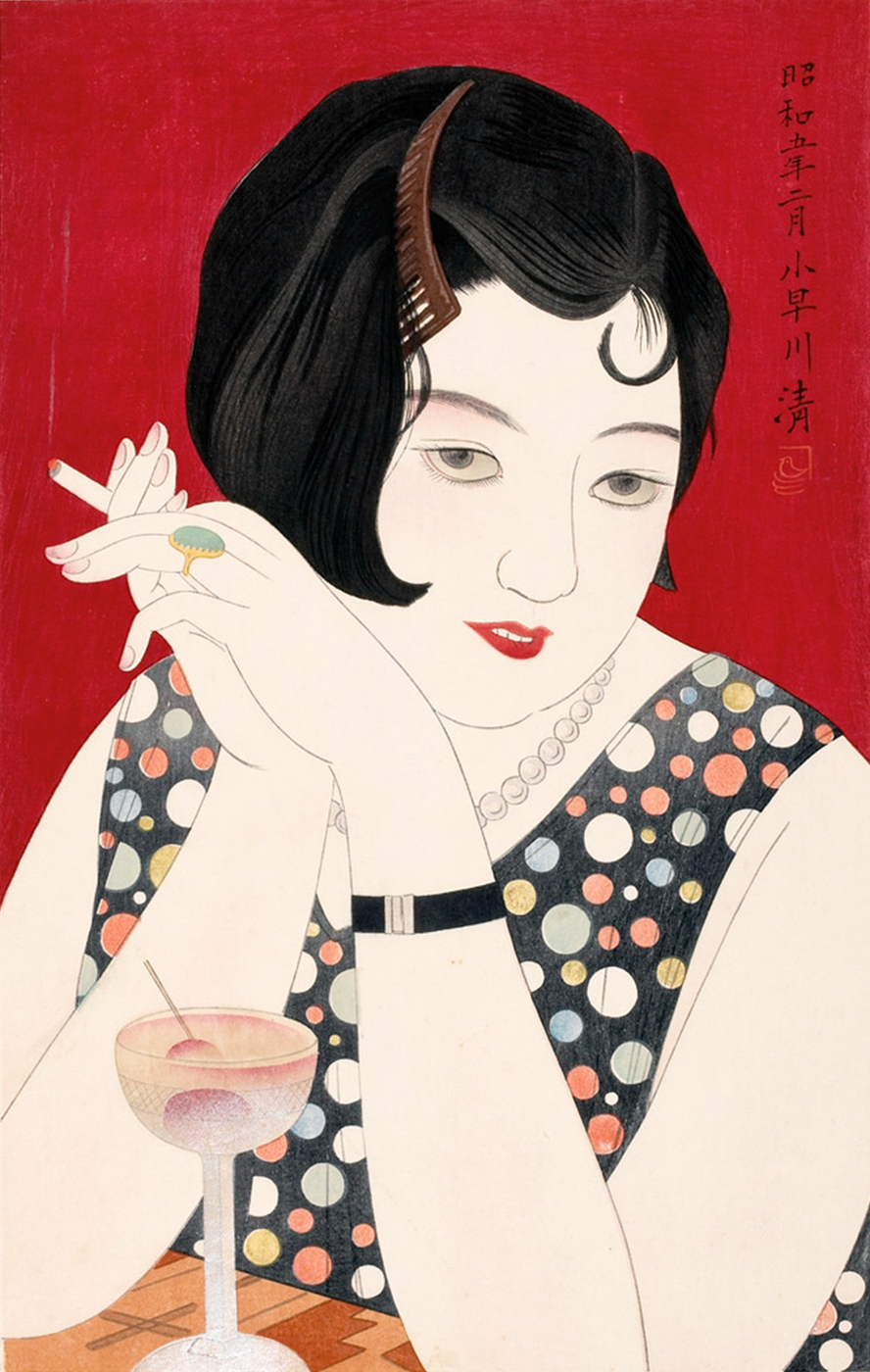
『ほろ酔ひ』小早川清画
（1930年）

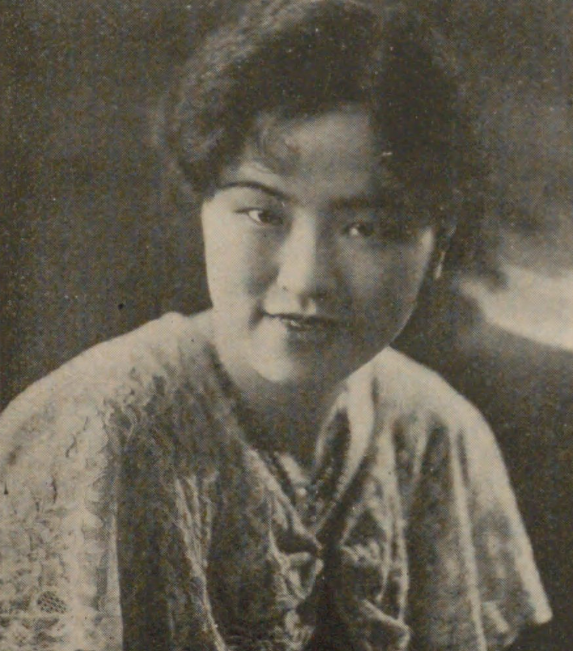
初代メイ牛山

日本経済が大戦景気により発展すると、購買力を持つ中間層が増えていった。これに合わせて化粧品の生産力も向上し、手ごろな価格の化粧品が販売されるようになった。とくに職業婦人と呼ばれる女性が社会進出したことで化粧する機会が増え、庶民にも洋風化粧が普及するようになった。『化粧品工業一二〇年の歩み』によると、1909年（明治42年）からの5年間で、化粧品の生産額は38%増と急成長した。
各化粧品メーカーは研究所を設立し、過酸化水素・ホルモン・ビタミンなど薬効的成分を含んだ独自性のある商品を開発するようになった。肌質別や乳液タイプの化粧水や、日焼け防止・美白効果・毛穴引き締め効果・アンチエイジング効果を謳う商品が販売されるようになったのもこの頃からである。また働く女性の増加や、利便性の高い近代社会になったことで、スピード性を重視した化粧品も求められるようになったことも特徴である。いっぽうで白粉の「肉食」は「肌色」と言い換えられるようになり、その他さまざまな色の白粉が売り出されるようになった。これは政府が近代化の一環として健康な体作りを推進し、スポーツが流行したことで「健康美」という基準が加わったためだと考えられている。
日本人女性が断髪・洋装をするようになったのは大正時代からである。特に関東大震災からの復興により近代都市に生まれ変わった東京では、モダンガールが登場してファッションリーダーになった。その中には、細眉、濃くつけた頬紅と口紅、アイシャドウといったポイントメイクに重点を置く欧米モダンな化粧を好む女性が現れ、保守的な人々から批判もあった。そのいっぽうで頬紅は健康的に見えるとされて広く流行し、大正前期には有名国内ブランドが軒並み商品を発表した。口紅もリップスティック状のものが登場したほか、付け方も和洋で変えるようになった。眉は線のように細く剃り、眉墨をつかって眉尻側をこめかみ近くまで細く伸ばす「引眉毛」が流行した。対してあまり普及しなかったのがアイシャドウである。美容家の間でも使う事に戸惑いがあったようで、早見君子は「日本人にはあまり効果がない」と評している。このようなポイントメイクを重視する化粧の普及により、それらの組み合わせによる自由度の高い化粧が可能になった。これにより他者の目を気にした横並び的な化粧から、「個人美」に代表される個性を重視する化粧へと変化していった。
このような化粧に影響力があったのが、ハリウッド女優などが出演する映画、化粧品会社が主催する美容家の講習会、『主婦之友』などの女性誌である。とくにハリウッド映画の美容アドバイザーであったマックス・ファクターが生み出した流行は日本まで及んでいた。さらに大正末期から始まったラジオ放送で美容講習が行われ、マスメディアを媒体として都市部での流行がすぐに全国に広まるようになった。

### 戦時下
1937年（昭和12年）に日中戦争がはじまると戦時色が強まり、翌1938年には化粧品には物品税が課せられた。最初は10%であった税率は、戦争末期には120%まで上昇した。最初は自粛という形で始まった化粧の制限も、1940年（昭和15年）には『七・七禁令』の施行により定価5円以上の香水の販売が禁止されるようになった。1941年（昭和16年）には大政翼賛会が設けた新女性美創定研究会が戦時に相応しい「翼賛型美人」を発表した。その十則には「自然美」「日焼けを自慢」などの表現がみられる。ただし化粧自体が禁止された訳ではなく、実情は「個性的な美」から「身だしなみ化粧」への回帰であった。例えば戦時下にあってもクリームや乳液が主力となって化粧品の売上は下がらなかった。
むしろ目に見えて変わったのは化粧品広告であった。1940年（昭和15年）に『化粧品営業取締法』が制定され広告規制が行われるようになると、女優をつかった広告や「おしゃれ」「ぜいたく」を連想される表現が排除され、1944年（昭和19年）までには殆どのメーカーは広告を出すことを止めた。また業界への原材料の配給が年々縮小されたなかで各メーカーは代用品で賄い化粧品生産を続けていたが、そうした努力も1944年（昭和19年）にはついに限界に至り、原材料不足により生産数量は1942年（昭和17年）比で約60%と一気に落ち込んだ。そうしたなかで、防虫軟膏や凍傷用クリームを製造したポーラ、航空機用曇り止めクリームを製造したハリウッド化粧品など、軍需関連品の製造を行った企業も多い。

## 現代

### 戦後復興期

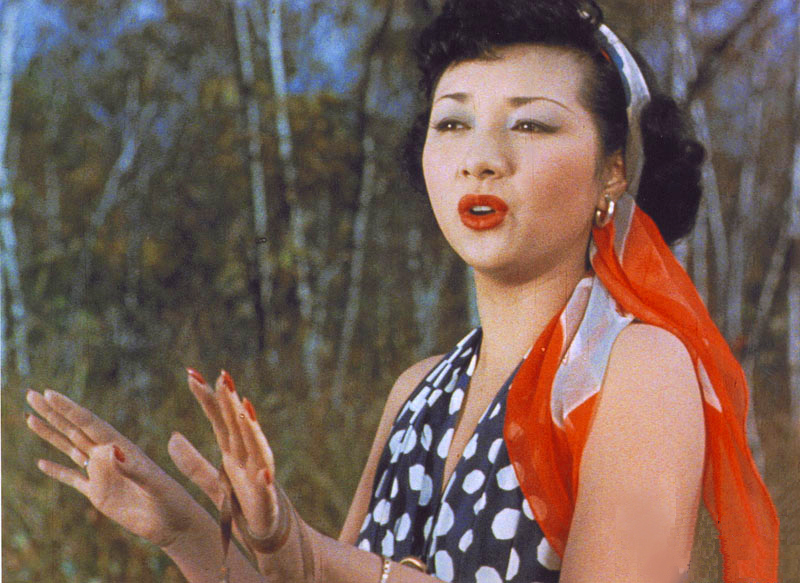
「総天然色映画」と銘打った『カルメン故郷に帰る』（高峰秀子）

戦時中に抑圧されていた女性は、戦後の混乱期で生活が苦しい中にあってもおしゃれを求めた。そうしたなかでひときわ目をひく口紅は、他の化粧ができなくてもそれだけでおしゃれをしたような気分になれる化粧品として好まれ、昭和20年代に流行した。しかし真っ赤な口紅をしたのが当時流行の先端でもあったパンパンと呼ばれた娼婦であったため、保守的な人々からは非難の対象にもなった。もうひとつ同時期に流行したのが「光る化粧」である。これは下地に植物油を付けた上から粉白粉をはたく化粧方で、進駐軍の女性将校の影響と考えられる。この流行を受けて各メーカーは油性ファンデーションを販売し、急速に普及していった。また白粉の色もピンク系が流行するが、これは1951年（昭和26年）に公開されたカラー映画『カルメン故郷に帰る』で撮影技術に起因して肌の色がピンク色に見えた影響だと考えられている。
いっぽうで化粧品業界は、輸入資材や技術者の不足に加えて金詰り不況に伴う乱売による混乱により再編されていった。1954年（昭和29年）には、卸・問屋経由で販売していた戦前の業界大手のレートが廃業し、同年に中山太陽堂も負債を抱えて再建となった。いっぽうで、軍需産業から化粧品業界へ転換・新規参入や外資系日本法人が相次いだ。現在の業界大手であるコーセー（小林合名会社）が1946年（昭和21年）に創業し、外資系マックスファクターは1949年（昭和24年）に総代理店を開設し、鐘淵紡績も一度手放した化粧品部門を買い戻して1961年（昭和36年）にカネボウ化粧品を立ち上げた。また1953年（昭和28年）に『私的独占の禁止及び公正取引の確保に関する法律（独占禁止法）』が改正され、化粧品は再販指定商品となった。これにより販売店登録制度を導入するメーカーが相次ぎ、資生堂やカネボウのように強力な販売組織を作り上げた会社が業績を伸ばした。なお、1947年（昭和22年）に『医学部外品等取締規則』が制定され、化粧品は法的に明確化されて規制が開始された。

### 高度経済成長期

オードリー・ヘプバーン（1961年）

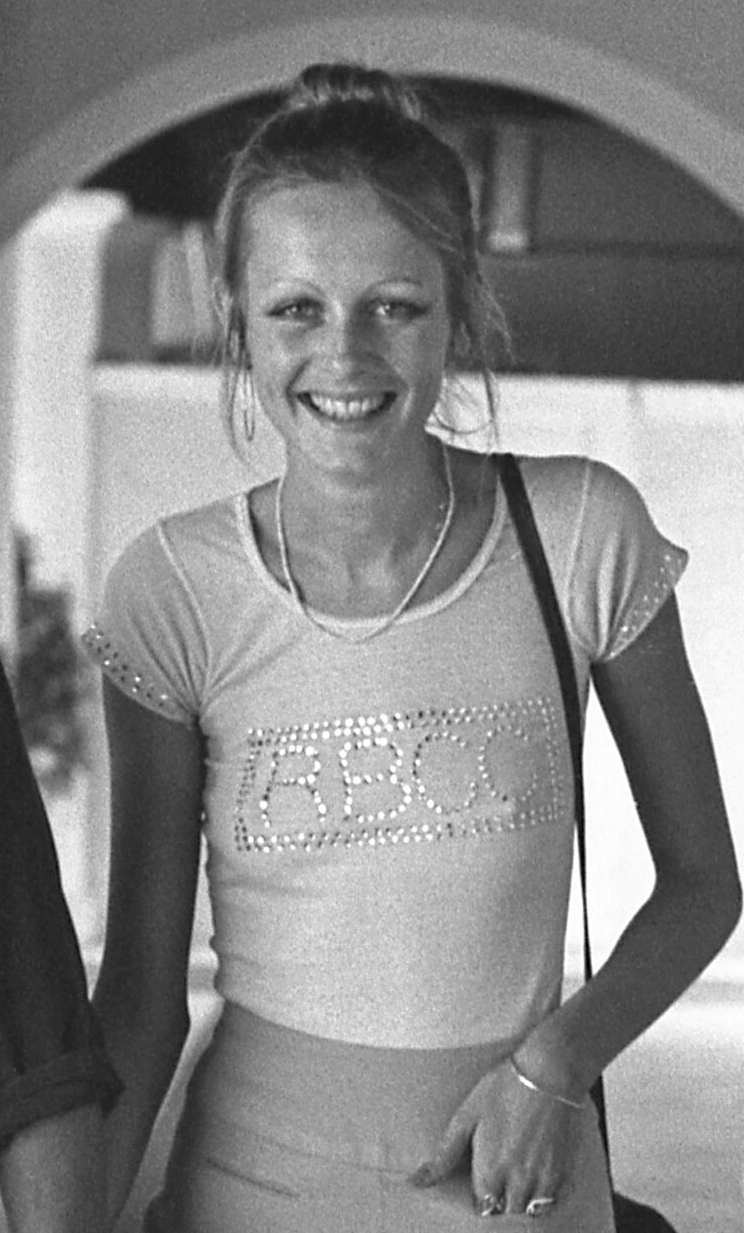
ツイッギー

昭和30年代になると、雑誌のカラーグラビアが増え、テレビもカラー化した。また岩戸景気により「消費は美徳」が流行語となり、女性は異なる色の口紅を何本も持つようになっていった。こうした背景からメーカーは「カラー時代」をキーワードとして販売戦略を展開し、業界の売上は前年度比で毎年2桁成長を続けた。なかでも1959年（昭和24年）にマックスファクターはアパレル各社と組んだマーケティングを展開し、雑誌でファッションと化粧を連動させた特集を組むなどして「ローマン・ピンク」キャンペーンを行った。このようなキャンペーンは各大手化粧品に取り入れられて恒例化し、次々と新しい流行色を生み出していくようになった。いっぽうでは、メーカーの資本力を必要とする販売方法に乗り切れない中小企業は淘汰され、また化粧品の流行の作り手は美容家から大手化粧品メーカーへと変化していった。
この時期に口紅に続いて注目されはじめたのがアイメイクである。昭和30年代初めからオードリー・ヘプバーンの影響で、角度のある眉や目じりを上げた太めのアイラインが流行し始める。1957年（昭和32年）には『バナナ・ボート』をヒットさせた浜村美智子の褐色の肌にグリーンのアイシャドウ・黒のアイライン・濃いマスカラで目元を強調するメイクは「カリプソメイク」と呼ばれて注目を浴びた。カリプソメイクのような野性的な化粧は流行しなかったものの、その影響で1960年ごろからはメーカー各社がアイシャドウの新商品を次々と発表し、ブルーやグリーンなど鮮やかな色のアイシャドウが昼間に付ける化粧として紹介されるようになった。アイメイクは1967年（昭和42年）のツイッギー来日によって大ブームを迎え、1968年のアイメイク商品の出荷額は前年比で63%増、1969年には128%増、1970年には53%増と驚異的な成長を続けて、日常の化粧として定着していった。
またこの頃、最新の化粧品や美容技術は常に欧米を手本としていたため、美しさの理想形も「外人顔」が基準になっていった。入江美樹・丘ひろみ・山本リンダなどのハーフモデルが活躍し始めるのも昭和30年代後半からである。こうした背景から日本人顔を立体的に修正する「立体化粧」が注目されるようになり、茶系・グレーなどのアイシャドウや頬紅を使ったり、ファンデーションの2色使いなどのテクニックが紹介されるようになった。
いっぽうで1960年代からレジャーやバカンスといった言葉が流行し、海や山で余暇を過ごす人々が増えていった。そして1966年（昭和41年）に資生堂が展開した前田美波里をモデルにしたサマーキャンペーンをきっかけとして、「日焼けをした健康美」が日本でも定着した。これに伴ってベースメークも主流だったピンク系に加えて濃いオークル系が加わった。ただし白肌へのあこがれも健在で、夏には肌を焼いたとしても秋以降にはしっかりとケアするのが定番となり、フェイスパックなど美白スキンケア商品が次々と発表された。
また昭和40年代には、シェービングフォームやアフターシェービングローションなどのスキンケア用品を中心に、男性用化粧品をそろえるメーカーが現れた。1970年（昭和45年）にチャールズ・ブロンソンを起用した宣伝がブームとなった丹頂（現・マンダム）もその一つである。

### 昭和後期
昭和50年代には、公害や環境汚染が社会問題となり、化粧品でも女子顔面黒皮症などの肌トラブルが問題となった。こうした社会背景からナチュラル志向が流行し、天然素材にこだわるスキンケア商品や、防腐剤不使用の自然派化粧品が発売された。化粧でも外人顔を意識した「立体化粧」から、日本人らしさを意識した「ナチュラルメイク」へと転換していった。頬紅やノーズシャドウは濃くつけなくなり、昭和40年代に流行したつけまつげも廃れる。ファンデーションは「素肌っぽい」がキーワードになり、各メーカーはパウダーファンデーションやリキッドファンデーションといった新しい商品を開発した。昭和の終わりには頬紅の出荷額が減り1996年（平成8年）ごろまで減少が続いた。
また、物が溢れる社会が到来したことで、多様化・個性化が重視されるようになり、メイクやファッションが細分化されていった。こうした希求に応えたのが『JJ』や『an・an』といった昭和40年代から創刊が続いた女性誌である。たとえば『an・an』は太眉メークを個性的DCブランドファッションに負けないモードメイクとして紹介した。太眉は「知的」「中性的」「媚びない」などの言葉で語られ、昭和40年まで細かった眉は、昭和50年代には自然な太さになり、昭和50年代後半にはより太く強調するようになった。また『JJ』の紹介により、昭和50年代に入って日焼けメイクにパール入りの明るいアイシャドウとパールピンクの口紅を組みあわせた「サーファーメイク」が流行した。また年齢別ケア商品や敏感肌用の商品も充実するようになった。
いっぽうで昭和50年代になると肌の研究が進み、UVカット効果のある商品が開発されるようになる。昭和60年代にはオゾンホールの問題が明らかになり、各メーカーはSPF値（紫外線防御指数）を競うようになった。これと共に化粧も美白志向へと回帰した。
また個人向け宅配サービスの充実を受けて、業界ではファンケル、DHC、オルビスなどの通信販売を行うメーカーが参入してきた。